# Copa dos Campeões Mundiais
A Copa dos Clubes Brasileiros Campeões Mundiais, popularmente conhecida por Copa dos Campeões Mundiais, foi um torneio de futebol entre equipes brasileiras, organizado pela emissora de televisão SBT, com a autorização da CBF e da FERJ, em que os participantes eram os clubes brasileiros campeões da Copa Intercontinental. Foi jogada de 1995 a 1997, com as duas últimas edições constando no calendário oficial da CBF.
O maior vencedor foi o São Paulo Futebol Clube, com duas conquistas, que as lista como de caráter amistoso. O Clube de Regatas do Flamengo ganhou a última edição, incluindo-a dentre seus principais títulos nacionais e interestaduais, sem identificar como amistosa ou oficial, como acontece com a Taça Brahma dos Campeões.

## História
A Copa dos Campeões Mundiais foi um torneio tido como de abrangência nacional, uma vez que incluía todos os clubes do Brasil que tivessem sido campeões da Copa Intercontinental.
Brasília-DF (as três edições), Uberlândia-MG (1995), Cuiabá-MT (1996) e Campo Grande-MS (1997) foram as sedes; os estádios utilizados, respectivamente: Mané Garrincha (finais de 1996 e 1997), Parque do Sabiá (final de 1995), José Fragelli e Pedro Pedrossian.
A competição foi realizada de 1995 a 1997, entre junho e julho, após o fim dos estaduais e antes do começo do Campeonato Brasileiro. De acordo com o jornal Tribuna da Imprensa (1996), o torneio foi criado e organizado pelo SBT, originalmente objetivando a inclusão de clubes não só brasileiros, mas também argentinos e paraguaios, tendo passado a constar no calendário oficial da CBF em 1996. A emissora tentou contar com um clube europeu para a edição de 1997.
Algumas fontes tratam a competição como amistosa ou "disputada mais como um amistoso", consoante a Placar (1997), que a desconsiderou em um ranking de pontos por títulos (a lista também não conta a Copa Master da Supercopa, torneio oficial da CONMEBOL, por não ter se firmado). Em 2007, a mesma revista somou a edição de 1996 dentre os torneios oficiais em que Romário foi artilheiro.
Conforme relatado pelo jornal O Estado de São Paulo (1996), a edição de 1997 fazia parte do calendário da CBF para aquele ano.
Segundo reportagem do Jornal do Brasil (1° de julho de 1997), a Federação de Futebol do Estado do Rio de Janeiro (FERJ), querendo uma posição oficial do Flamengo sobre seus compromissos no estadual, tentou "impedir a disputa da final" da edição de 1997, já que o Flamengo tinha um jogo do estadual agendado para a mesma data. Porém, segundo a FERJ, a CBF lhe obrigou a agendar uma nova data para esta partida do Carioca, uma vez que a entidade máxima do futebol brasileiro reconhecia a CCM como um torneio oficial. O então presidente da federação, Eduardo Viana, após reunião com a CBF, afirmou que o clube poderia ser punido no estadual com "W.O" e até "rebaixamento para a segunda divisão", mas que "não queria punir ninguém, só uma satisfação". Contudo, o clube foi autorizado pela federação estadual a jogar o torneio. A CBF acabou acatando o pedido da FERJ de adiar um jogo do clube rubro-negro na Taça Maria Quitéria, agendado para o dia 03/07, e de outros amistosos dos clubes do Rio.
A afirmação do reconhecimento oficial pela CBF foi feita também por Valed Perry, ex-assessor jurídico da CBD e especialista em direito esportivo, à Folha de S.Paulo do dia seguinte.

## Troféus
| Evolução do Troféu da Competição | Evolução do Troféu da Competição | Evolução do Troféu da Competição | Evolução do Troféu da Competição | Evolução do Troféu da Competição | Evolução do Troféu da Competição |
| 1995                             | 1996                             | 1997                             |                                  |                                  |                                  |
| -------------------------------- | -------------------------------- | -------------------------------- | -------------------------------- | -------------------------------- | -------------------------------- |

## Participantes
Participaram os quatro clubes brasileiros que já tinham sido campeões da Copa Intercontinental, então chamada no Brasil de Mundial Interclubes, cujo critério de acesso para os sul-americanos era a conquista da Copa Libertadores da América. A disputa contra o campeão da Liga dos Campeões da UEFA foi reconhecida como mundial, pela FIFA, em 2017. O único clube brasileiro campeão da Copa Libertadores à época que não jogou a CCM foi o Cruzeiro Esporte Clube, vice da Copa Intercontinental de 1976 (novamente seria vice na Copa Intercontinental de 1997, em dezembro daquele ano; após a última CCM, portanto).
| Equipe    | Cidade         | Estado | Títulos mundiais |
| --------- | -------------- | ------ | ---------------- |
| Flamengo  | Rio de Janeiro | RJ     | 1981             |
| Grêmio    | Porto Alegre   | RS     | 1983             |
| Santos    | Santos         | SP     | 1962 e 1963      |
| São Paulo | São Paulo      | SP     | 1992 e 1993      |

## Sistema de disputa
A primeira fase era um quadrangular em pontos corridos e de turno único. Os dois melhores desta avançavam para a final, também em jogo único.
Curiosamente, nas três edições o segundo colocado do quadrangular viria a ser campeão.

## Edições

### Títulos por equipe
| Clube     | Estado         | Títulos         | Vices    |
| --------- | -------------- | --------------- | -------- |
| São Paulo | São Paulo      | 2 (1995 e 1996) | 1 (1997) |
| Flamengo  | Rio de Janeiro | 1 (1997)        | 1 (1996) |
| Santos    | São Paulo      | 0               | 1 (1995) |

### Títulos por estado
| Estado         | Títulos | Vices |
| -------------- | ------- | ----- |
| São Paulo      | 2       | 2     |
| Rio de Janeiro | 1       | 1     |

## Desempenho

### Quadrangular
| Pos. | Clube     | Pts | J | V | E | D | GP | GC | SG |
| ---- | --------- | --- | - | - | - | - | -- | -- | -- |
| 1    | São Paulo | 18  | 9 | 5 | 3 | 1 | 15 | 7  | +8 |
| 2    | Santos    | 15  | 9 | 4 | 3 | 2 | 8  | 8  | 0  |
| 3    | Flamengo  | 12  | 9 | 3 | 3 | 3 | 11 | 10 | +1 |
| 4    | Grêmio    | 4   | 9 | 1 | 1 | 7 | 6  | 15 | -9 |

### Final
| Pos. | Clube     | Pts | J | V | E | D | GP | GC | SG |
| ---- | --------- | --- | - | - | - | - | -- | -- | -- |
| 1    | São Paulo | 4   | 3 | 1 | 1 | 1 | 2  | 2  | 0  |
| 2    | Flamengo  | 3   | 2 | 1 | 0 | 1 | 2  | 2  | 0  |
| 3    | Santos    | 1   | 1 | 0 | 1 | 0 | 0  | 0  | 0  |

### Geral
| Pos. | Clube     | Pts | J  | V | E | D | GP | GC | SG |
| ---- | --------- | --- | -- | - | - | - | -- | -- | -- |
| 1    | São Paulo | 22  | 12 | 6 | 4 | 2 | 17 | 9  | +8 |
| 2    | Santos    | 16  | 10 | 4 | 4 | 2 | 8  | 8  | 0  |
| 3    | Flamengo  | 15  | 11 | 4 | 3 | 4 | 13 | 12 | +1 |
| 4    | Grêmio    | 4   | 9  | 1 | 1 | 7 | 6  | 15 | -9 |

## Artilharia
- 1995: 
  - Catê (São Paulo), Jardel (Grêmio) e Giovanni (Santos): 2 gols.
- 1996: 
  - Jamelli (Santos), Romário (Flamengo) e Valdir (São Paulo): 2 gols.
- 1997: 
  - Dodô (São Paulo): 4 gols.